# Alvin Straight
Alvin Boone Straight (17 octobre 1920 - 9 novembre 1996) est un Américain qui a parcouru 240 milles (390 km) sur une tondeuse autoportée depuis Laurens (Iowa) à Blue River, (Wisconsin) pour rendre visite à son frère malade en 1994. 
Son parcours a inspiré un film de David Lynch, Une histoire vraie  (titre original The Straight Story en référence à son nom), sorti en 1999.

## Biographie
Alvin Straight est né à Scobey, dans le Montana. Il se marie avec Frances Beek le 17 octobre 1946 à Scobey. En 1973, Alvin, Frances et leur famille ont déménagé à Lake View, Iowa, où il a travaillé comme ouvrier général. Père de cinq fils et de deux filles, Straight fut un vétéran de la Seconde Guerre mondiale et de la guerre de Corée, servant comme soldat de première classe dans l'armée américaine.
En juin 1994, le frère de Straight, Henry Straight, âgé de 80 ans, est victime d'un accident vasculaire cérébral.
Parti début juillet 1994, Straight conduisit la tondeuse le long sur les accotements de l'autoroute, tirant une remorque chargée d'essence, de matériel de camping, de vêtements et de nourriture de son domicile à Laurens, dans l'Iowa, jusqu'à son frère à Blue River, dans le Wisconsin.
Environ quatre jours et 21 miles après le début du voyage, la tondeuse à gazon est tombée en panne à West Bend, dans l'Iowa.
Après avoir parcouru encore 90 miles, Straight s'est retrouvé à court d'argent alors qu'il se trouvait à Charles City, dans l'Iowa. Il a été interviewé par les journaux locaux. Le 15 août, la tondeuse à gazon de Straight est tombée en panne à nouveau alors qu'il se trouvait à trois kilomètres de la maison de son frère, près de Blue River. Un fermier s'est arrêté et l'a aidé à le pousser jusqu'au bout. Le voyage a duré six semaines au total. Après la visite, son neveu, Dayne Straight, l'a ramené dans l'Iowa dans sa camionnette.
Henry Straight s'est remis de son accident vasculaire cérébral et est retourné dans l'Iowa afin d'être plus proche d'Alvin et du reste de sa famille. 
En avril 1995, Straight a tenté de conduire une tondeuse autoportée jusqu'à Sun Valley, dans l'Idaho, mais il a dû faire demi-tour à cause du froid. Le 9 novembre 1996, il décède d'une maladie cardiaque dans un hôpital local de Pocahontas, dans l'Iowa, à l'âge de 76 ans. Une tondeuse à gazon semblable à celle qu'il avait utilisée lors de son voyage accompagnait son cortège funèbre jusqu'au cimetière d'Ida Grove où il est inhumé.

## Dans la fiction
Le dramaturge et interprète Dan Hurlin et le compositeur Dan Moses Schreier ont adapté le voyage de Straight dans une pièce de théâtre musicale, également présentée comme un opéra.
L'histoire d'Alvin Straight a été adaptée dans le film The Straight Story, réalisé par David Lynch, avec Richard Farnsworth (nommé aux Oscars ) dans le rôle d'Alvin Straight.